# ヴォレロ・ル・カネ
ヴォレロ・ル・カネ（Volero Le Cannet）は、フランス・ル・カネを本拠地とする女子バレーボールクラブ。2024/25シーズンはフランスリーグ・リーグAFに所属する。

## 歴史
スイスのバレーボールクラブヴォレロ・チューリッヒ会長であったStav Jacobiの関心を受けて、2017/18シーズンまで活動していたLe Cannet VBからタイトルスポンサーを継承する形で2018年6月にチームは誕生した。同年12月の世界クラブ選手権に出場し、6位で大会を終えた。フランスリーグ・リーグAF初年度の2018/19シーズンはレギュラーラウンドを20勝6敗で3位で通過し、セミファイナルでRCカンヌに敗れて4位でシーズンを終えた。2019/20シーズンはリーグ途中で新型コロナウイルスによるパンデミックのためリーグ中止となった。2020/21シーズンはレギュラーラウンドを4位通過し最終順位も4位となった。2021/22シーズンはレギュラーラウンドを23勝3敗の首位で通過するとクォーターファイナルでVolley Club Marcq-en-Barœulを、セミファイナルでTerville-Florange OCを破ると、ファイナルではASPTT・ミュルーズに3戦すべて勝利し、リーグ初優勝を果たした。また、フランスカップでも優勝し、2冠を達成した。2022/23シーズンは欧州チャンピオンズリーグに参戦し、9位タイで終えた。2023/24シーズンはフランス国内リーグが4位となった。

## 主な成績
フランスリーグ
- 優勝：2022年、2023年

 フランスカップ
- 優勝：2022年

## 登録選手
2024-25年シーズンの登録選手は次の通り。
| 背番号 | 名前                       | ポジション           | 身長 | 備考       |
| ------ | -------------------------- | -------------------- | ---- | ---------- |
| 1      | イザベラ・スティマッチ     | リベロ               | 1.71 |            |
| 2      | Maéva Schalk               | アウトサイドヒッター | 1.85 |            |
| 3      | ナイアネ・リオス           | セッター             | 1.81 | キャプテン |
| 4      | Morgahn Fingall            | オポジット           | 1.85 |            |
| 5      | Maša Kirov                 | ミドルブロッカー     | 1.89 |            |
| 6      | Natalia Suvorova           | ミドルブロッカー     | 1.91 |            |
| 7      | Rūta Staniulytė            | ミドルブロッカー     | 1.90 |            |
| 9      | アリーナ・ポポワ           | アウトサイドヒッター | 1.86 |            |
| 10     | アナスタシア・コルニエンコ | セッター             | 1.82 |            |
| 11     | Nilda Matuca               | オポジット           | 1.95 |            |
| 14     | Marie Andriamaherizo       | ミドルブロッカー     | 1.89 |            |
| 15     | Maria Tabacuks             | アウトサイドヒッター | 1.86 |            |
| 17     | Adéla Démar                | リベロ               | 1.73 |            |
| 18     | Liubou Svetnik             | アウトサイドヒッター | 1.94 |            |
| 20     | Emma Cartron               | アウトサイドヒッター | 1.80 |            |

## 歴代所属選手
| - デボラ・オルシット - アマンディーヌ・ジャルディーノ - ニナ・ストイリコビッチ - ニア・リード - アンナ・ラザレワ - アンゲリーナ・ラザレンコ - アンナ・コチコワ - ボヤナ・ドルチャ - マヤ・アレクシッチ - アナ・ビエリツァ - ブランキツァ・ミハイロビッチ - ナタリア・マーマドワ - オレナ・ハルチェンコ | - エヴァ・ヤネヴァ - ミラ・トドロバ - ゲルガーナ・ディミトロバ - ミカエラ・ムレインコバ - テッサ・ポルデル - オレクサンドラ・ビチェンコ - エヴァ・パブロビッチ・モリ - カリン・パルグトバ - ナンシー・カリーヨ - ロシル・カルデロン - ヘイディ・カサノバ - ミルカ・マルシリア - イ・ダヨン |